# Nombre 201
El nombre 201 (CCI) és el nombre natural que segueix el nombre 200 i precedeix el nombre 202.
La seva representació binària és 11001001, la representació octal 311 i l'hexadecimal C9.
La seva factorització en nombres primers és 3×67; altres factoritzacions són 1×201 = 3×67; és un nombre 2-gairebé primer: 3 X 67 = 201.

## En altres dominis
- 201 és el prefix telefònic de Nova Jersey.